# 刘健 (1954年)
刘健（1954年5月—），男，汉族，山东莱阳人，中国共产党党员。中华人民共和国政治人物、第十三届全国人民代表大会解放军和武警部队代表。中国人民解放军空军中将。

## 生平
长期在空军部队工作，曾担任沈阳军区空军副政委、北京军区空军副政委、空军后勤部政委，2011年出任兰州军区副政委兼兰州军区空军政委。2016年1月，任兰州军区善后办政委。
2013年，晋升中国人民解放军空军中将军衔。
2018年，刘健被选为解放军和武警部队出席第十三届全国人民代表大会代表。